# Koronarografie

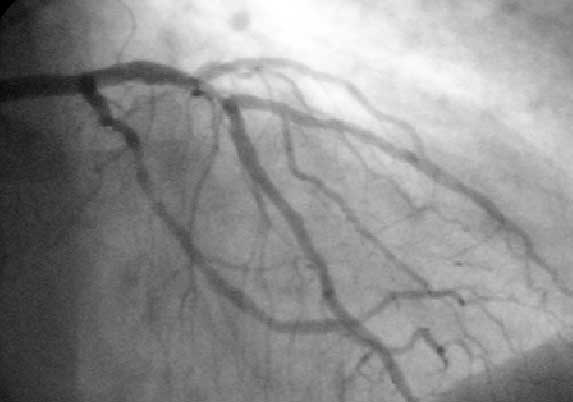
Snímek části srdce pořízený koronarografií

Koronarografie je miniinvazivní (pouze nabodnutí tepny) vyšetřovací metoda využívající srdeční katetrizaci pro určení diagnózy srdečních onemocnění. Spočívá v zavedení katétru (tenké trubičky) do stehenní tepny (vpichem v třísle) nebo pažní tepny (vpichem v zápěstí) a dále vnitřkem tepny až do srdce. Zde se pomocí rentgenu s využitím kontrastní látky zobrazí srdeční tepny. V případě potřeby může následovat léčebný zákrok -  perkutánní koronární intervence.

## CT koronarografie
-  neinvazivní vyšetření srdečních tepen CT, je pouze nutné podat kontrastní látku. Vyšetření nutné sladit se srdeční činností, aby se snímalo v okamžicích kdy se srdce téměř nepohybuje. CT snímá podle  EKG křivky a výsledné obrazy  podle EKG křivky vyhodnocují. Pak lze zhodnotit stavbu  srdce(anatomický vzhled) i zhodnotit funkci (výpočet parametrů srdečních oddílů). CT koronarografie  zobrazuje a hodnotí věnčité tepny srdce bez nutnosti zavádět katetr do arteriálního systému. Metoda je  s minimálními komplikacemi pro pacienta a s provedením celého vyšetření ambulantně. U CT srdce i CT koronarografie se vždy nutná aplikace jodové kontrastní látky nitrožilně.
Efektivita metody závisí na  tepové frekvenci pacienta, pravidelnosti tepu. Metoda je pouze diagnostická (nelze ovlivnit průsvit zúžených míst). U pacientů s vysokým rizikem je proto vhodnější metodou přímo katetrizace (PCI), která umožní přímo léčebné rozšíření postižených tepen.